# Germania Superior

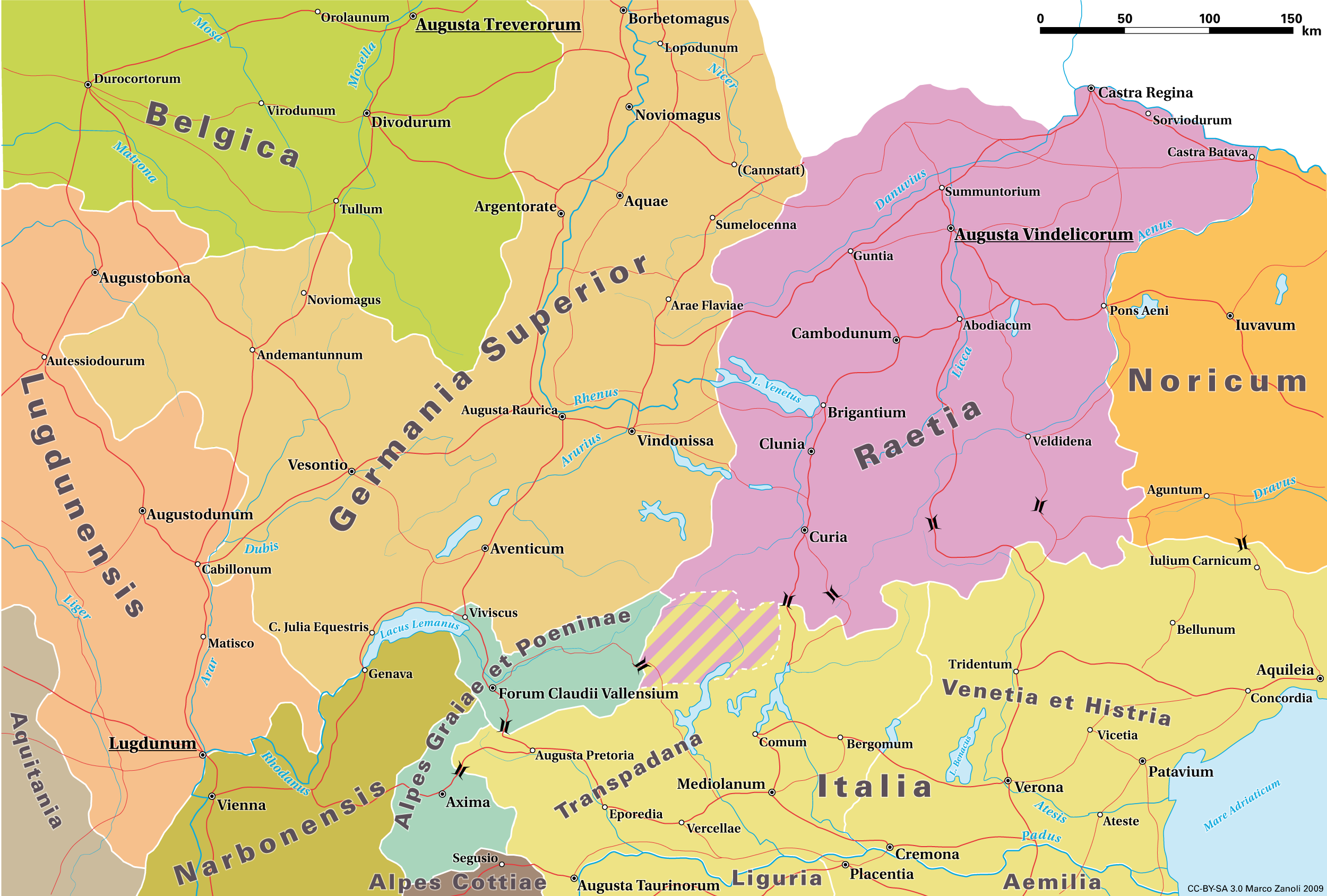
Germania Superior rond 150. (Noorden ontbreekt)

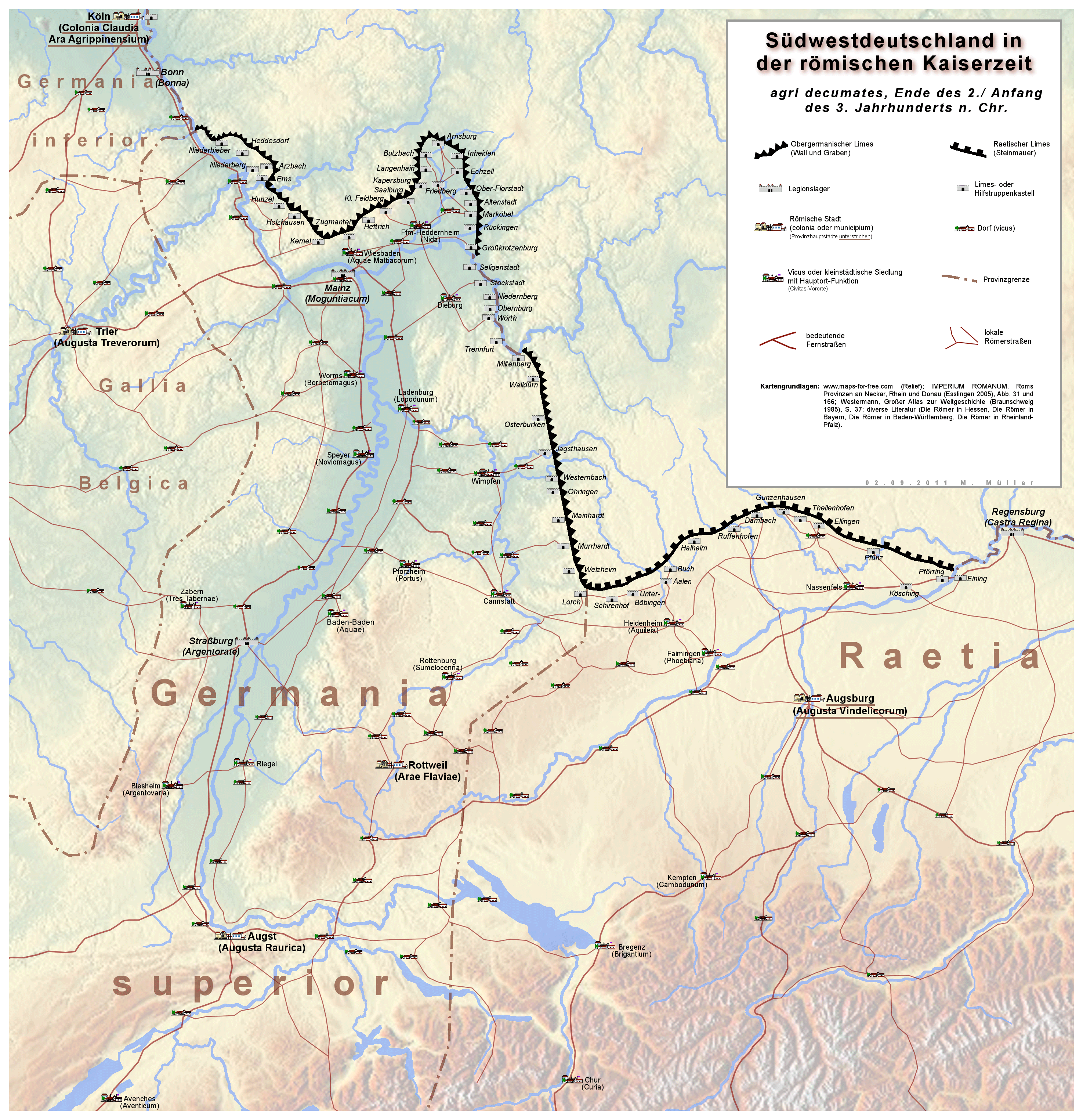
Noordelijk Germania Superior rond 200.

Germania Superior (Opper-Germanië) was een Romeinse provincie die aan de noordgrens (de Rijn) van het Romeinse Rijk lag.

## Geschiedenis

### Provincievorming
Het gebied werd in 13-12 v.Chr. veroverd door de Romeinen en ingesteld als militair gewest. Sinds 17 n.Chr. werden Germania Superior en het aangrenzende Germania Inferior aan de provincie Gallia Belgica ondergeschikt en erdoor bestuurd.
Germania Superior werd rond 90 tot zelfstandige provincie verheven onder keizer Domitianus (81-96) met als hoofdstad Moguntiacum, het huidige Mainz. Het adjectief Superior (hogergelegen) komt doordat Germania Superior stroomopwaarts aan de Rijn lag ten opzichte van Germania Inferior.

### Agri Decumates en splitsing
Tot in de 2e eeuw werd het grondgebied van de provincie uitgebreid met de zogenaamde Agri decumates ten oosten van de Rijn en ten noorden van de Donau. Tegen de tweede helft van de 3e eeuw gingen deze territoria voor de Romeinen weer verloren door de komst van de Alemannen, en werden de Rijn en Donau weer de grensrivieren. In 297 werd Germania Superior gesplitst in twee nieuwe provincies: Germania Prima (Germania I; hoofdstad Argentorate) en Maxima Sequanorum (Sequania; hoofdstad Vesontio). 

## Steden
- Moguntiacum (Mainz) — Hoofdstad
- Argentorate (Straatsburg)
- Aquae Mattiacae (Wiesbaden)
- Vesontio of Besontio (Besançon).

## Beroemde gouverneurs
- Marcus Hordeonius Flaccus
- Trajanus — 96 - 98

Achaea · Alexandria et Aegyptus · Africa · Alpes Cottiae · Alpes Maritimae · Alpes Poeninae · Arabia Petraea · Armenia Inferior · Asia · Britannia · Cappadocia · Cilicia · Corsica · Creta · Cyprus · Cyrenaica · Dacia · Dalmatia · Epirus · Galatia · Gallia (Aquitania · Belgica · Lugdunensis · Narbonensis) · Germania (Inferior · Superior) · Hispania (Baetica · Lusitania · Tarraconensis) · Italia · Iudaea · Lycaeonia · Lycia · Macedonia · Mauretania (Caesariensis · Tingitana) · Moesië (Inferior · Superior) · Noricum · Numidia · Pannonia (Inferior · Superior) · Pamphylia · Pisidia · Pontus et Bithynia · Raetia · Sardinia · Sicilia · Syria · Thracia

Tijdelijke bezettingen: Germania (7-9 n.Chr.) · Armenia (114-117 n.Chr.) · Assyria (116-117 n.Chr.) · Mesopotamia (115-117 n.Chr.)